# Norops roatanensis
Norops roatanensis är en ödleart som beskrevs av  Köhler och MCCRANIE 200. Norops roatanensis ingår i släktet Norops och familjen Polychrotidae. Inga underarter finns listade i Catalogue of Life.